# Mère Saint-Alexandre
Ida Voyer (née le 29 janvier 1883 et morte le 21 mars 1964), appelée en religion Mère Saint-Alexandre ou Sœur Saint-Alexandre, est une religieuse canadienne, de la congrégation de Jésus-Marie.

## Biographie
Ida Voyer est la fille d'Édouard Voyer et de Marie Morency. Elle grandit à Manchester, New Hampshire, aux États-Unis. Orpheline de père et de mère à 13 ans, elle devient la protégée d'une de ses tantes et poursuit ses études au couvent Jésus-Marie de Sillery au Québec. 
Après l'obtention de son diplôme[Lequel ?] en 1899, elle entre dans la communauté des religieuses de Jésus-Marie. Le 6 août 1918, elle fait partie des religieuses fondatrices du couvent de Lamèque, au Nouveau-Brunswick. Ce premier hiver est difficile, car les religieuses doivent faire face à la grippe espagnole et à des tempêtes de neige qui va jusqu'à les empêcher d'assister à la messe dominicale. 
Mère Saint-Alexandre reste l'âme de cet établissement d'enseignement[Lequel ?] qu'elle dirige pendant 21 ans, en trois étapes. Elle assume des emplois variés: supérieure, économe, professeure, directrice de chœur et surveillante de santé du personnel et des étudiants. Même les habitants de l'île Lamèque ont recours à elle pour des soins de santé. Elle est surnommée la "Mère au cœur d'or".
Mère Saint-Alexandre décède le 21 mars 1964.
L'école de Lamèque, construite en 1969, porte le nom de "École communautaire Sœur Saint-Alexandre".